# David Campese
Pour les articles homonymes, voir Campese.

b Matchs officiels uniquement.
David Campese, né le 21 octobre 1962 à Queanbeyan, est un ancien joueur de rugby à XV international australien, évoluant au poste d'ailier ou d'arrière. Formé initialement au rugby à XIII, il change de code lors de sa scolarité.
Surnommé Campo, ce joueur totalement hétérodoxe est l'un des meilleurs Australiens de l'histoire, comme le prouvent ses 101 sélections en équipe d'Australie. Il devient le deuxième joueur mondial, après le Français Philippe Sella à atteindre le nombre de cent capes en équipe nationale. Il a détenu le record du monde d'essais en match international, avec 64 réalisations, avant d'être dépassé par le Japonais Daisuke Ohata en 2006. 
Il dispute trois Coupes du monde avec l'équipe d'Australie, dont celle de 1991 en Angleterre remportée par les Wallabies. Lors de celle-ci, il est nommé meilleur joueur du tournoi. Joueur spectaculaire, il est réputé pour son fameux pas de l'oie et son improvisation, celle-ci ayant occasionné des actions de génie mais également des échecs célèbres.
En 2001, il est intronisé au Temple international de la renommée du rugby.

## Carrière sportive

### En équipe nationale
À 19 ans, il fait ses premiers pas sous le maillot australien en 1982 avec la sélection des moins de 21 ans face à la sélection des moins de 21 ans des Fidji. Un bel essai la semaine suivante face aux jeunes All Blacks, lors d'un lever de rideau opposant les Wallabies aux Écossais, fait éclipser la victoire de ses aînés.
Sa performance, alliée à l'absence de Brendan Moon, titulaire du poste d'ailier, conduit le sélectionneur australien Bob Dwyer à le sélectionner pour la tournée des Wallabies en Nouvelle-Zélande. Malgré la concurrence de deux autres joueurs, ses performances lors des rencontres face aux provinces néo-zélandaises lui octroient une première sélection pour le premier test match face aux All Blacks, à Christchurch. Cette première cape fait également l'objet de l'attention des médias : sa réponse, « Stu who? », à propos de Stu Wilson, considéré alors comme l'un des meilleurs ailiers au monde, le présente aux yeux des Néo-Zélandais comme un arrogant. Malgré son nouveau statut de « cible » numéro un des All Blacks, il dispute les trois tests de la série, remportée deux victoires à une par les hommes en noir. Campese marque un essai lors de chacun des deux premiers tests et domine son vis-à-vis. Celui-ci déclare plus tard : « He made life hell for me for three tests. » (Il a fait de ma vie un enfer pour trois tests).
En 1983, sa saison internationale débute à Sydney par une rencontre face aux États-Unis dans laquelle il marque quatre essais, cela reste sa meilleure performance sous le maillot wallaby. Cependant il est moins en réussite sur le reste de sa saison, en particulier lors de la Bledisloe Cup, trophée récompensant le vainqueur des confrontations annuelles entre les All Blacks et les Wallabies. Ses échecs lors de ses quatre tentatives de pénalité, privent l'Australie d'une victoire dans une rencontre perdue 18 à 8 à Brisbane. Avant cette rencontre, l'Australie a joué, pour la première fois sur le sol australien, face à l'Argentine dans une série de deux rencontres. Les Argentins, grâce à leur mêlée, remportent la première rencontre. Lors de la revanche la semaine suivante, il marque l'un des essais les plus remarquables de sa carrière en éliminant par son « pas de l'oie » un adversaire qui tente de le plaquer. 
Il fait une escapade dans le rugby à VII en disputant avec les frères Ella au Hong Kong Sevens, l'un des événements les plus importants de la discipline, contribuant à la seconde victoire consécutive de l'Australie 14 à 4 sur les Fidji.
En 1984, les All Blacks effectuent une tournée en Australie. Après avoir remporté la première rencontre, les Australiens, désormais dirigés par Alan Jones, cèdent devant les Néo-Zélandais lors des deux rencontres suivantes, ceux-ci conservant la Bledisloe Cup.
En automne, l'Australie du capitaine Mark Ella se rend au Royaume-Uni pour affronter les quatre nations britanniques. Lors de cette tournée, les Australiens battent tout d'abord les Anglais 19 à 3, puis les Irlandais 16 à 9 et les Gallois 28 à 9. Lors de ces rencontres, Campese, bien qu'étant impliqué dans le jeu, ne réussit pas à marquer d'essai. La quatrième rencontre, à Murrayfield face aux Écossais peut offrir le grand chelem aux Australiens. Campese marque deux essais. Son compatriote et capitaine Mark Ella réalise pour sa part l'exploit de marquer un essai lors des quatre rencontres. La tournée s'achève par une rencontre face aux Barbarians. Lors de celle-ci, il  réalise une action qui marque les esprits en prenant la balle dans son propre camp et par des changements de direction traverse la ligne adverse. Un seul adversaire peut alors l'empêcher d'aller à l'essai, le centre gallois Robert Ackerman. Or celui avait eu des mots avec l'entraîneur australien et deux joueurs, Lynagh et Campese, après la défaite de Cardiff, déclarant « You can't say your players are better individually than ours. Man on man, there is little difference. ». Il entame une série de zigzag, obligeant son adversaire à faire de même avant de partir vers l'intérieur, puis de changer de direction et accélérer avant de se faire plaquer. À un mètre de la ligne, il transmet la balle à son coéquipier Michael Hawker.
Sa saison suivante est perturbée par des blessures. Le début de la saison 1986 le voit marquer six essais en quatre rencontres, toutes quatre couronnées de succès. L'Australie affronte ensuite la Nouvelle-Zélande pour une série de trois rencontres disputées sur le sol néo-zélandais. Les Wallabies font un premier pas vers la reconquête de la Bledisloe Cup en remportant la première rencontre 13 à 12 à Wellington. Campese marque un essai et réalise une longue passe à Matthew Burke qui marque un deuxième essai. Les All Blacks recollent au score grâce à une erreur de Campese, un plaquage lors d'une relance le voyant délivrer une passe manquée récupérée par les All Blacks. Malgré cette erreur, le sélectionneur Alan Jones le reconduit au poste d'arrière. Mais cette rencontre est un désastre pour Campese, Alan Jones disant même après le match: « Don't worry, fellows, you played whithout a fullback today. » (Pas de souci, les gars, aujourd'hui vous avez joué sans arrière). Après une conversation animée entre les deux hommes, Campese se déclare prêt à mettre un terme à sa carrière. Jones le sélectionne au poste d'ailier pour le troisième match. L'Australie remporte cette rencontre décisive 22 à 9, Campese marquant pour sa part le dernier essai des Wallabies. C'est la première série victorieuse de ceux-ci sur le sol néo-zélandais depuis 1949.
L'Australie se présente comme l'un des deux favoris pour remporte la première Coupe du monde de rugby, disputée conjointement en Australie et en Nouvelle-Zélande. Grâce à trois victoires face à l'Angleterre (19-6), aux États-Unis (47-12) et au Japon (42-23), avec un essai lors de chaque rencontre de Campese, l'Australie affronte l'Irlande et l'emporte 33 à 15. La demi-finale oppose à Sydney les Wallabies aux Coqs. Campo marque un premier essai pour ses couleurs, ce qui lui permet de dépasser le précédent record de 24 essais réussis en test match, record détenu par l'Écossais Ian Scott Smith. Les Wallabies sont toutefois battus sur une des actions les plus belles de l'histoire de la Coupe du monde qui voit finalement Serge Blanco aplatir dans l'en but, privant ses hôtes d'une finale annoncée face aux All Blacks. Un mois après cette finale, l'Australie défie les nouveaux champions du monde dans le cadre de la Bledisloe Cup à Sydney. Les All Blacks récupèrent le trophée grâce à une victoire 30 à 16.
Bob Dwyer revient aux commandes de l'équipe des Wallabies. Ceux-ci rencontrent tout d'abord deux fois les Anglais avec deux victoires (22-16, 28-8), au cours de laquelle il marque un essai. Suivent ensuite trois matches face aux All Blacks dans le cadre de la Bledisloe Cup. Cette série de rencontres, disputée sur le sol australien, est remportée par les Blacks par deux victoires et un nul. Lors de celle-ci, le vis-à-vis de Campese est John Kirwan qui le domine, entraînant une perte de confiance de son adversaire en marquant un essai lors de chaque rencontre, alors que Campese n'arrive pas à marquer. Il dispute ensuite la tournée dans l'hémisphère Nord, avec une défaite contre l'Angleterre puis deux victoires face à l'Écosse et à l'Italie. Campo inscrit pour sa part six essais lors de cette tournée, dont trois face à la seule Italie.
La saison internationale suivante débute en juillet 1989 par un événement majeur : les Lions britanniques viennent défier l'Australie sur son sol. Or celle-ci n'a jamais remporté de série de test face aux britanniques. Cette tournée est donc un objectif majeur des Wallabies. L'Australie, dont le jeu repose en grande partie sur le jeu au pied de son ouvreur Michael Lynagh, remporte aisément la première rencontre 30 à 12 puis voit les Lions égaliser après une victoire 19 à 12 lors d'une rencontre violente qui sera nommée « the Battle of Ballymore ». La rencontre décisive se dispute à Sydney. Peu après la mi-temps, les Lions, menés 12 à 9, cherchent l'égalisation par une tentative de drop de leur demi d'ouverture Rob Andrew. La balle ne passe pas entre les poteaux et atterrit dans les bras de Campese. Bien que situé dans son en-but, il décide de contre attaquer mais, opposé au Gallois Ieuan Evans, il délivre une passe à son arrière Greg Martin qui, surpris, voit la balle rebondir sur son épaule. Ieuan Evans n'a plus qu'à aplatir, donnant ainsi l'avantage à son équipe,. Les Lions remportent finalement la rencontre 19 à 18 préservant ainsi leur invincibilité en série face aux Wallabies. Cette action, connue sous le nom de « Campese corner », est l'événement le plus tragique de la carrière de Campo. Cependant, de nombreux spécialistes reconnaissent que la décision de Campese de contre attaquer était cohérente, les Lions étant en infériorité sur ce côté. Campese déclara que son erreur résidait plus dans l'exécution : il pensait que Evans allait venir le plaquer alors qu'il était resté entre les deux Australiens, ce qui aurait pu ouvrir le chemin à Campese : « I still think the idea was perfectly sound, it was just that the execution was wrong. » (Je persiste à penser que l'idée était parfaitement saine, seulement l'exécution était fautive). Trois semaines plus tard, et pour la troisième saison consécutive, les Blacks remportent la Bledisloe Cup grâce à une victoire 24 à 12 à Auckland, rencontre où Campo marque un nouvel essai.
Après cette rencontre, l'Australie affronte à cinq reprises l'équipe de France, les deux premières sur le sol français en automne 1989, chacune des deux équipes remportant une victoire. Lors de la première rencontre disputée à Strasbourg, la France subit ce qui constitue alors sa plus lourde défaite sur son sol par 32 à 15 : menés 12 à 6, les Australiens inscrivent ensuite quatre essais, dont deux transformés, et deux pénalités pour l'emporter. Campese inscrit le troisième de ces quatre essais en reprenant du pied un coup de pied lobé de son demi d'ouverture Nick Farr-Jones. Il est encore décisif sur le dernier essai en fixant son adversaire Philippe Sella pour servir Tim Horan. Les Français remportent le deuxième test disputé à Lille sur le score de 25 à 19. Campese est absent du premier test disputé à Sydney et remporté 21 à 9 par les Wallabies. Il joue le second test au poste d'arrière et inscrit son 35e essai international lors d'une victoire 48 à 31. Lors du troisième test de la tournée - c'est la première fois que les Français disputent trois tests lors de la même tournée en Australie - Campese inscrit un essai à la vingtième minute qui permet aux Australiens de repasser en tête après la transformation de Lynagh. Ce sont finalement les joueurs français qui remportent ce match par 28 à 19. Les Blacks remportent les deux premières rencontres lors de la confrontation annuelle avec les Wallabies pour le gain de la Bledisloe Cup, avant que ceux-ci sauvent l'honneur par une victoire 21 à 9 à Wellington. 

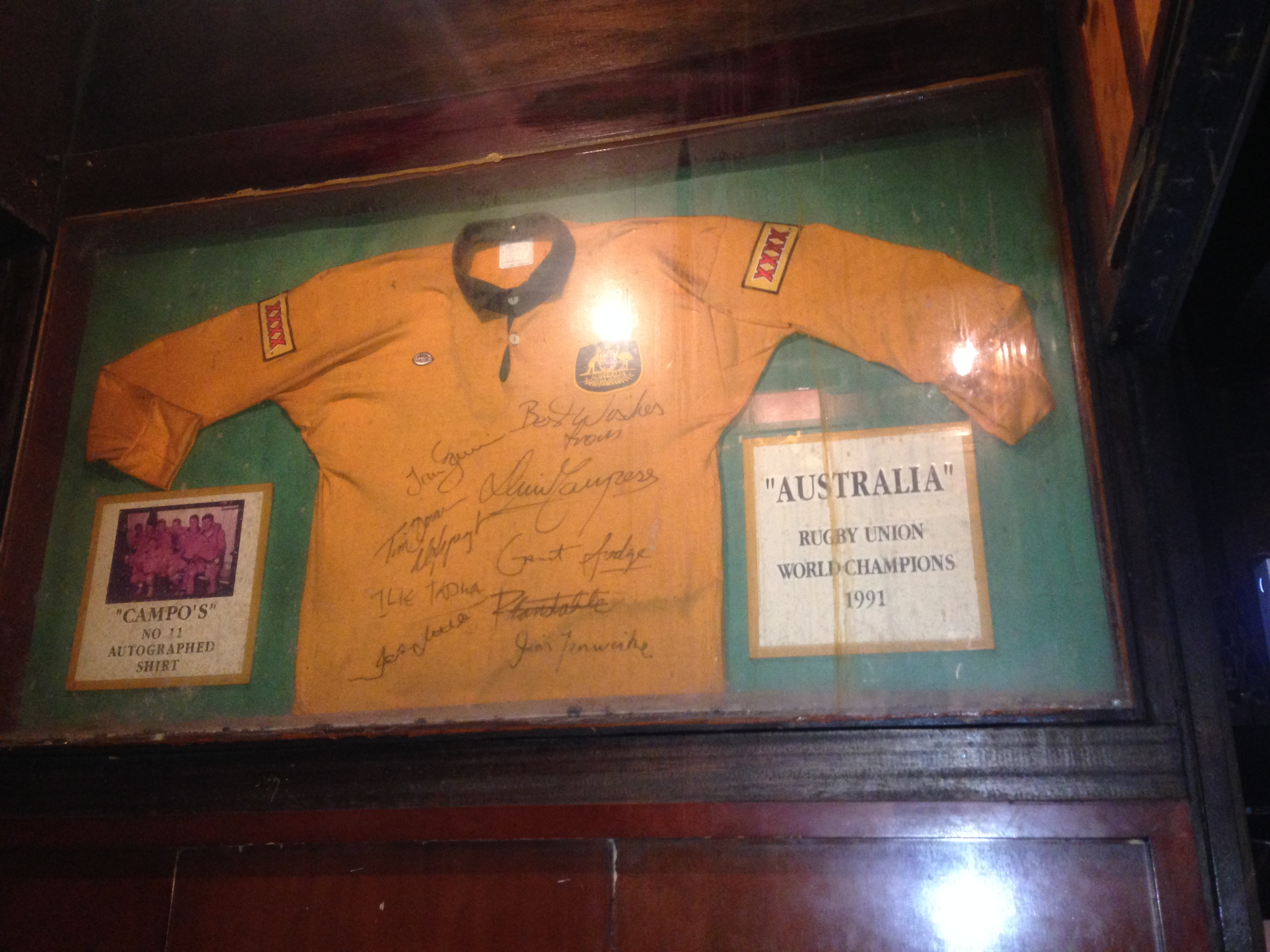
Dédicaces de joueurs sur le maillot de David Campese.

L'Europe accueille la deuxième Coupe du monde, la finale devant se dérouler dans le temple de Twickenham. Avant de rejoindre l'Europe, les Wallabies remportent deux nettes victoires face aux Gallois (63-6) puis aux Anglais (40-15). Face à ces derniers, Campese ajoute deux nouveaux essais à son palmarès. Puis ils enchaînement avec une victoire 21 à 12 sur les All Blacks à Sydney, avant que ceux-ci ne prennent leur revanche par 6 à 3 à Auckland. Les Wallabies entament leur Coupe du monde par une victoire sur l'Argentine par 32 à 19, dont deux essais de Campese. Deux nouvelles victoires suivent, face aux Samoa puis au pays de Galles (38-3) à Cardiff. Ils affrontent alors les Irlandais sur leur stade fétiche de Lansdowne Road. Campese inscrit les deux premiers essais australiens. Puis, il ne parvient pas à récupérer un coup de pied à suivre au sol des Irlandais qui ramassent le ballon par l'ailier, celui-ci transmettant le ballon à Gordon Hamilton qui inscrit un essai qui permet aux hommes en vert de prendre l'avantage à quatre minutes du terme. La rencontre voit finalement la victoire des Australiens sur le score de 19 à 18, rencontre dans laquelle les Australiens passent devant les Irlandais grâce à un essai en toute fin de rencontre de Michael Lynagh sur une nouvelle passe de Campese alors au sol à quelques mètres de la ligne,. La demi-finale oppose les deux grands rivaux de l'hémisphère Sud. Campese marque la rencontre, disputée à Twickenham, en inscrivant le premier essai de son équipe dès la 7e minute : il quitte son côté fermé pour prendre la balle en position de demi d'ouverture derrière un regroupement, puis, au lieu de faire une passe pour faire parvenir la balle à l'aile, il poursuit sa course vers l'extérieur en évitant son adversaire John Kirwan avant de déposer le ballon dans l'en-but,. Mais la marque la plus importante qu'il laisse sur la rencontre se situe à la 35e minute : il récupère un coup de pied court de son demi d'ouverture Tim Horan et s'échappe, poursuivi par l'ailier adverse John Timu. Par un crochet, il évite l'arrière Kieran Crowley. Cependant, Timu s'étant approché est près de le plaquer. Campese, sans regarder derrière lui, délivre alors une passe à l'aveugle par-dessus son épaule, passe qui arrive sur Tim Horan qui marque le second essai australien,. Les Wallabies remportent la rencontre par 16 à 6. En finale, ils sont face aux Anglais qui évoluent à domicile. Bien que les Australiens doivent souvent soutenir la pression adverse, les Anglais n'évoluent pas dans le même registre que lors des rencontres précédentes, où le jeu reposait sur le pack. Les Australiens, plus réalistes, remportent leur premier titre de champions du monde. Lors de cette rencontre, Campese est à l'origine d'une controverse : l'Australie mène 12 à 3 lorsqu'il prive l'Angleterre d'un essai de Rory Underwood en réalisant un en avant sur la passe de Peter Winterbottom à l'ailier anglais, en-avant volontaire pour beaucoup mais que l'arbitre ne juge pas ainsi,. Plus tard, Campese explique le changement de tactique anglais par ses explications d'avant match où il déclarait « I wouldn't play for England if you paid me. » (Je ne jouerais pas pour l'Angleterre si j'étais payé) ou « Playing that sort of boring stuff is a good way to destroy the image of the game » (Jouer ce genre truc barbant est un bon moyen d'abîmer l'image du jeu), thèse réfutée par les joueurs anglais qui expliquent que cette décision était liée à la défaite plus tôt dans la saison en Australie. Campese, pour ses six essais en six rencontres, et ses autres exploits, est nommé meilleur joueur du tournoi.
La saison suivante est une saison de confirmation pour les Wallabies. Après avoir débuté par deux victoires face aux Écossais, Ils remportent la Bledisloe Cup par deux victoires à une. Mais l'événement majeur pour le rugby australien se situe au Cap en Afrique du Sud. Pour la première fois depuis 1971 en raison du bannissement de l'Afrique du Sud, les Wallabies sont opposés aux Springboks. La rencontre voit la victoire 26 à 3 des Australiens qui confirment leur domination du rugby mondial. Campese profite de l'événement pour marquer son cinquantième essai en test. Puis lors de la tournée automnale, les Australiens triomphent de nouveau à Dublin (42-17) et à Cardiff (23-6). Durant cette saison 1992, où l'essai passe de quatre à cinq points, Campese marque six essais.
1993 voit les All Blacks reprendre la Bledisloe Cup grâce à une victoire 25 à 10 à Dunedin. Les Wallabies accueillent ensuite les Springboks pour une série de trois matchs et confirme leur victoire de l'année précédente en remportant la série, malgré une défaite lors de la première rencontre à Sydney par 12 à 19. Plus tard dans la saison, Les Australiens affrontent à deux reprises la France en Europe, chaque équipe remportant une victoire.
La saison 1994 sert de préparatifs à la  Coupe du monde 1995 qui se déroule en Afrique du Sud et où toutes les grandes nations historiques sont désormais présentes. Campese, qui dispute six rencontres sous les couleurs jaunes et vertes, toutes victorieuses, marque trois essais. Parmi, ces rencontres, l'Australie reprend la Bledisloe Cup aux All Blacks en remportant la seule rencontre de l'année sur le score de 20 à 16 à Sydney.
L'Australie prépare sa Coupe du monde par une série de deux victoires face à l'Argentine (53-7 puis 30-13), rencontres au cours desquelles Campo inscrit trois nouveaux essais. La première rencontre de la Coupe du monde oppose les Springboks, qui évoluent à domicile, aux tenants du titre australiens. Les Boks remportent la rencontre par 27 à 18, ce qui place les Australiens sur la route des Anglais en quart de finale. Ceux-ci prennent leur revanche sur la finale de 1991 en l'emportant 25 à 22, grâce à un drop réussi dans le temps additionnel par l'ouvreur anglais Rob Andrew.
La saison suivante, il marque un nouvel essai face au Canada, ce qui sera finalement son 64e et dernier essai marqué en test sous les couleurs australiennes. Campese participe ensuite à la première édition du Tri-nations, tournoi annuel opposant les trois nations majeures de l'hémisphère Sud. Les Wallabies sont défaits à deux reprises par les AllBlacks. Face aux Springboks, ils remportent la première rencontre à Sydney, leur adversaire prenant leur revanche à Bloemfontein. À l'automne, il dispute deux nouvelles rencontres, face à l'Italie, obtenant sa 100e cape, devenant le second joueur au monde à atteindre ce nombre après le Français Philippe Sella. Sa dernière sélection en test, face au pays de Galles à Cardiff, se termine par une victoire 28 à 19. Il joue la semaine suivante un dernier match sous le maillot australien face aux Barbarians à Twickenham, match remporté par les Australiens sur le score de 39 à 12, dont un essai de Campese. À sa retraite, il est le meilleur marqueur d'essai mondial. On doit attendre mai 2006 pour voir le Japonais Daisuke Ohata le devancer. Son ancien record de sélections en équipe d'Australie a depuis été battu par le demi de mêlée George Gregan, actuel détenteur du record australien de sélections.

### En club
Campese évolue en club avec Randwick avec lequel il remporte de nombreux titres en Nouvelle Galles du Sud. Il évolue également avec l'équipe de cette province, les Waratahs. Il est sélectionné 56 fois avec cette province, marquant 114 points (24 essais et deux drops).
Campese a également évolué en Europe, en Italie, patrie d'origine de son père qui avait immigré en Australie. Il a ainsi évolué avec le club de Petrarca Rugby Padoue puis avec l'Amatori Rugby Milan, deux clubs qu'il aide à remporter le titre de champion d'Italie.
Comme la plupart des meilleurs joueurs, Campese a connu l'honneur de porter le maillot des Barbarians. Il a également porté le maillot des Barbarians français lors d'une rencontre à Charléty en 1994 face aux Barbarians britanniques, remportée 35 à 18 par les Barbarians français,,.

### Rugby à VII
Ses qualités d'improvisation, sa vitesse en font un bon candidat pour le rugby à VII. En 1983, il figure dans l'équipe australienne, également composée des frères Ella, qui conserve son titre lors du Hong Kong Sevens, l'un des événements les plus importants de la discipline, en triomphant de l'équipe des Fidji par le 14 à 4.
En 1998, après l'arrêt de sa carrière, il renoue avec la compétition en disputant les Jeux du Commonwealth disputés à Kuala Lumpur. L'Australie termine à la troisième place, la Nouvelle-Zélande de Jonah Lomu remportant le titre devant les Fidji.

## Style de jeu
Campese a bâti sa réputation sur un jeu plein de surprise, d'inspiration et de risque. Un de ses anciens entraîneurs sous le maillot wallaby, Alan Jones, reconnaissait que :« He's probably done one or two bad things and 15 good things. » (« Il a certainement fait une ou deux mauvaises choses et 15 bonnes. »).
Il a également contribué à révolutionner le jeu d'ailier. Celui-ci se limitait alors souvent à un poste occupé par un joueur rapide qui occupait le bord du terrain. Il vient souvent prendre le ballon derrière les regroupements, sur le poste de demi d'ouverture ou de premier centre pour provoquer la défense de l'adversaire.
Il est également l'inventeur du Pas de l'oie, pas qui permet de ralentir sa course puis de faire un départ rapide, déstabilisant ainsi la défense adverse et perturbant souvent les tentatives de placages.

## Carrière extra-sportive
De par ses déclarations, sans langue de bois et parsemées de répliques cinglantes, Campese a souvent été un interlocuteur privilégié des journalistes. Après sa carrière, il continue d'alimenter le monde du rugby de ses déclarations. Sa cible principale est l'Angleterre, équipe qu'il accuse de pratiquer un jeu qui tend à rendre ce sport totalement sans intérêt pour le spectateur. Sa bataille médiatique face aux Anglais voit son sommet lors de la Coupe du monde 2003 disputée en Australie. Campese, qui a déclaré que le quinze de la Rose ne peut pas remporter la compétition doit, en décembre de la même année, effectuer la plus longue marche de sa carrière : sous la forme d'un homme-sandwich, il parcourt Oxford Street, le panneau publicitaire portant le drapeau anglais et le message : « I admit, the best team won! ». 
Pendant deux saisons, il a occupé un poste de consultant auprès de Dick Muir entraîneur des Sharks qui sont battus en finale du Super 14 de l'année 2007 par les Bulls.
En 2008, il prend des responsabilités au sein du rugby australien en occupant, aux côtés de son ancien coéquipier sous le maillot wallaby Mark Ella, un poste d'assistant coach de l'équipe d'Australie de rugby à VII en vue du Hong Kong Sevens puis du tournoi suivant à Adailaïde.

## Palmarès

### En équipe nationale
- Deuxième meilleur marqueur d'essais mondial : 64
- 315 points (64 essais, 7 pénalités, 8 transformations, 2 drops)
- 101 sélections entre 1982 et 1996 avec l'équipe d'Australie
- Sélections par année : 3 en 1982, 7 en 1983, 8 en 1984, 2 en 1985, 7 en 1986, 7 en 1987, 8 en 1988, 6 en 1989, 6 en 1990, 10 en 1991, 8 en 1992, 8 en 1993, 6 en 1994, 6 en 1995, 9 en 1996

David Campese a participé à trois Coupes du monde, avec un titre de champion du monde 1991, et une place de demi-finaliste en 1987 et de quart de finaliste en 1995. 

### Coupe du monde
| Édition                            | Rang               | Résultats pays | Résultats D. Campese | Matchs D. Campese |
| ---------------------------------- | ------------------ | -------------- | -------------------- | ----------------- |
| Nouvelle-Zélande et Australie 1987 | Quatrième          | 4 v, 0 n, 2d   | 4 v, 0 n, 2d         | 6/6               |
| Angleterre 1991                    | Champion du monde  | 6 v, 0 n, 0 d  | 6 v, 0 n, 0 d        | 6/6               |
| Afrique du Sud 1995                | Quart de finaliste | 2 v, 0 n, 2 d  | 1 v, 0 n, 2 d        | 3/4               |

Légende : v = victoire ; n = match nul ; d = défaite.

## Distinctions
Il a été nommé au Temple international de la renommée du rugby en 2001.